# Arthur Mills Lea
Arthur Mills Lea (ur. 10 sierpnia 1868 w Surry Hills, zm. 29 lutego 1932 w Adelaide) – australijski entomolog. Od 1892 roku był rządowym entomologiem w ministerstwie rolnictwa w Sydney. Zajmował się wówczas kontrolą szkodników upraw, wydał podręcznik poświęcony temu zagadnieniu. Później pracował w Zachodniej Australii i Tasmanii. Od 1912 do 1924 roku wykładał na Uniwersytecie w Adelajdzie. Zajmował się przede wszystkim systematyką chrząszczy, opisując około 2000 nowych dla nauki gatunków.
13 maja 1896 ożenił się z Nellie Blackmore.